# Sebastian Kienle
Sebastian Kienle né le 6 juillet 1984 à Knittlingen en Allemagne, est un triathlète professionnel, double champion du monde d'Ironman 70.3 en 2012 et 2013 et champion du monde d'Ironman en 2014.

## Biographie

### Jeunesse
Sebastian Kienle découvre le triathlon pour la première fois à l'âge de huit ans et décide rapidement de devenir triathlète professionnel. Il participe à sa première compétition à  l'âge de 12 ans.

### Carrière en triathlon
Sebastian Kienle remporte son premier succès sur une course de triathlon cross du circuit Xterra Triathlon en 2005 en Allemagne, il défend son titre en 2006. En 2009, il remporte l'Ironman 70.3 à Wiesbaden en Allemagne et en 2010, il termine deuxième derrière Rasmus Henning au Challenge Roth.
En 2012, ses capacités à vélo en font le favori pour les championnats du monde Ironman 70.3. qu'il remporte en 3 h 54 min 35 s, il se classe 4e un mois plus tard aux championnats du monde d'Ironman, avec le deuxième temps le plus rapide à vélo malgré une crevaison. L'année suivante, en 2013 malgré une saison terne, il défend victorieusement son titre de champion du monde d'Ironman 70.3 et réalise le deuxième meilleur temps vélo de la compétition.
En 2014 il remporte le championnat du monde d'Ironman à Kona. Après avoir été en tête à la fin du vélo, il a ensuite couru le marathon en 2 h 54 min 36 s pour devancer de plus de cinq minutes l’Américain Ben Hoffman et son compatriote allemand Jan Frodeno.
En 2016, Sebastien Kienle, second de l’Ironman Allemagne en 2015, ne manque pas son rendez-vous avec le titre européen qu'attribue également une victoire sur cette épreuve du circuit international de la World Triathlon Corporation. L'absence du tenant du titre, son compatriote Jan Frodeno, ayant fourni une motivation supplémentaire à la réalisation d'une course de haut niveau. La compétition a cependant tourné à l'épreuve de force face à la grande forme d'un autre compatriote Andreas Böcherer, qui ne lâchera rien jusqu’à la ligne d'arrivée. Après une partie vélo où il ne crée pas d’écarts significatifs c'est comme à son habitude, qu'il démarre le marathon sur un rythme très élevé. Il est pris en chasse par son compatriote qui fait preuve d'une grande maitrise et qui arrive plusieurs fois à le remonter à moins de trente secondes. Une pression qui l'oblige à augmenter en permanence son allure. Au bout d'un effort intense, Sebastien Kienle remporte l'épreuve et s’écroule après avoir passé la ligne d'arrivée. Andreas Böcherer prend la seconde place et l'Espagnol Eneko Llanos relégué à prés de 10 minutes la troisième,.

## Palmarès
Le tableau présente les résultats les plus significatifs (podiums) obtenus sur le circuit international de triathlon depuis 2009.
| Année | Compétition                                  | Pays           | Position           | Temps           |
| ----- | -------------------------------------------- | -------------- | ------------------ | --------------- |
| 2023  | Norseman Xtreme Triathlon                    | Norvège        | Médaille d'argent  | 9 h 34 min 4 s  |
| 2021  | Ironman Afrique du Sud                       | Afrique du Sud | Médaille d'argent  | 7 h 32 min 31 s |
| 2019  | Ironman - Championnat du monde à Kailua-Kona | États-Unis     | Médaille de bronze | 8 h 2 min 4 s   |
| 2019  | Championnat du monde Challenge               | Slovaquie      | Médaille d'or      | 3 h 38 min 49 s |
| 2019  | Challenge Heilbronn                          | Allemagne      | Médaille d'or      | 3 h 45 min 41 s |
| 2019  | Ironman Frankfurt                            | Allemagne      | Médaille d'argent  | 8 h 0 min 1 s   |
| 2018  | Challenge Roth                               | Allemagne      | Médaille d'or      | 7 h 46 min 23 s |
| 2018  | Challenge Walchsee                           | Autriche       | Médaille d'or      | 3 h 48 min 39 s |
| 2018  | Challenge Finlande                           | Finlande       | Médaille d'or      | 3 h 38 min 9 s  |
| 2018  | Challenge Heilbronn                          | Allemagne      | Médaille d'or      | 3 h 50 min 2 s  |
| 2018  | Championnat du monde Challenge               | Slovaquie      | Médaille d'argent  | 3 h 44 min 32 s |
| 2017  | Ironman 70.3 Kraichgau                       | Allemagne      | Médaille d'or      | 3 h 56 min 0 s  |
| 2017  | Ironman Allemagne                            | Allemagne      | Médaille d'or      | 7 h 41 min 42 s |
| 2017  | Ironman Mexique                              | Mexique        | Médaille d'or      | 7 h 48 min 11 s |
| 2017  | Championnat du monde Challenge               | Slovaquie      | Médaille d'argent  | 3 h 41 min 46 s |
| 2016  | Ironman - Championnat du monde à Kailua-Kona | États-Unis     | Médaille d'argent  | 8 h 10 min 2 s  |
| 2016  | Championnat du monde Ironman 70.3            | Autriche       | Médaille d'argent  | 3 h 44 min 16 s |
| 2016  | Ironman Allemagne                            | Allemagne      | Médaille d'or      | 7 h 52 min 43 s |
| 2016  | Ironman 70.3 Chattanooga                     | États-Unis     | Médaille d'or      | 3 h 46 min 48 s |
| 2015  | Championnat du monde Ironman 70.3            | Autriche       | Médaille d'argent  | 3 h 52 min 48 s |
| 2015  | Ironman Allemagne                            | Allemagne      | Médaille d'argent  | 8 h 1 min 39 s  |
| 2015  | Ironman 70.3 Kraichgau                       | Allemagne      | Médaille d'or      | 3 h 51 min 56 s |
| 2014  | Ironman - Championnat du monde à Kailua-Kona | États-Unis     | Médaille d'or      | 8 h 14 min 18 s |
| 2014  | Challenge Kraichgau                          | Allemagne      | Médaille d'or      | 3 h 53 min 37 s |
| 2013  | Ironman - Championnat du monde à Kailua-Kona | États-Unis     |                    | 8 h 19 min 24 s |
| 2013  | Championnat du monde Ironman 70.3            | États-Unis     |                    | 3 h 54 min 2 s  |
| 2012  | Championnat du monde Ironman 70.3            | États-Unis     |                    | 3 h 54 min 35 s |
| 2012  | Ironman Allemagne                            | Allemagne      |                    | 8 h 9 min 55 s  |
| 2011  | Ironman 70.3 Miami                           | États-Unis     |                    | 3 h 47 min 1 s  |
| 2011  | Ironman 70.3 La Nouvelle-Orléans             | États-Unis     |                    | 3 h 18 min 8 s  |
| 2011  | Challenge Roth                               | Allemagne      |                    | 7 h 57 min 6 s  |
| 2010  | Challenge Roth                               | Allemagne      |                    | 7 h 59 min 6 s  |
| 2009  | Ironman 70.3 Allemagne                       | Allemagne      |                    | 4 h 4 min 35 s  |
| 2009  | Challenge Kraichgau                          | Allemagne      |                    | 4 h 32 min 58 s |